# Rely X5
Rely X5 — 5-ти дверний позашляховик китайської компанії Chery.

## Опис

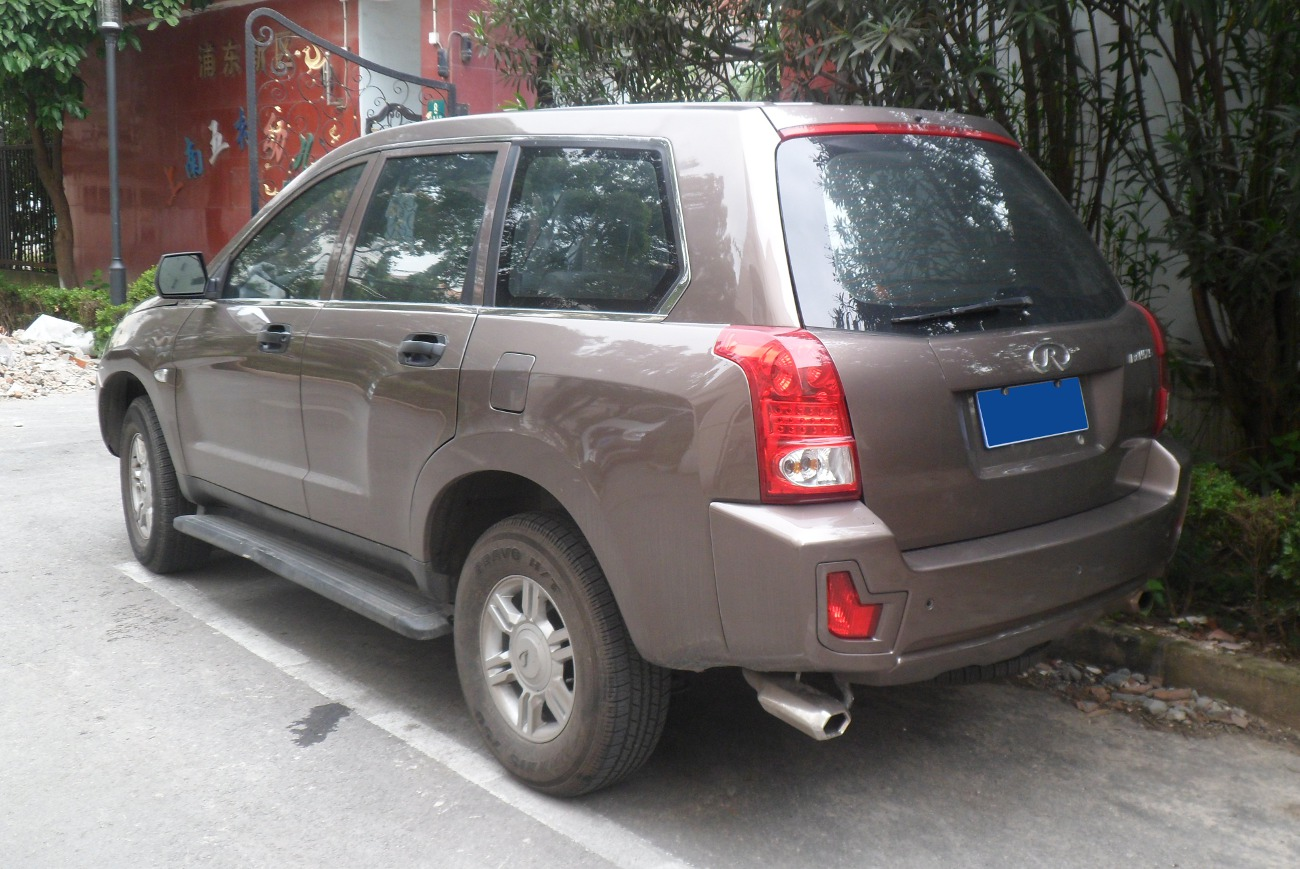
Rely X5

Ціна Rely X5 на момент запуску становила 159 800 юанів, а пізніше її було скориговано в діапазоні від 109 800 до 141 800 юанів.  Оригінальний Rely X5 був представлений лише з 2,0-літровим двигуном у парі з механічною коробкою передач. 
Однак пізніше у 2011 році був доданий 2,0-літровий турбодвигун з 4-ступінчастою автоматичною коробкою передач.  Також планувався рестайлінг, деталі якого були оприлюднені у 2011 році, але рестайлінг так і не відбувся, і автомобіль незабаром зняли з виробництва.

## Двигуни
| Бензиновий Р4 |         |          |         |                         |             |     |
| 2,0 Ti        | SQR484B | 1971 см³ | 16/DOHC | 170 к.с. (125 кВт)/5500 | 235 Нм/1900 | 170 |